# Leipziger Tor (Berlin)

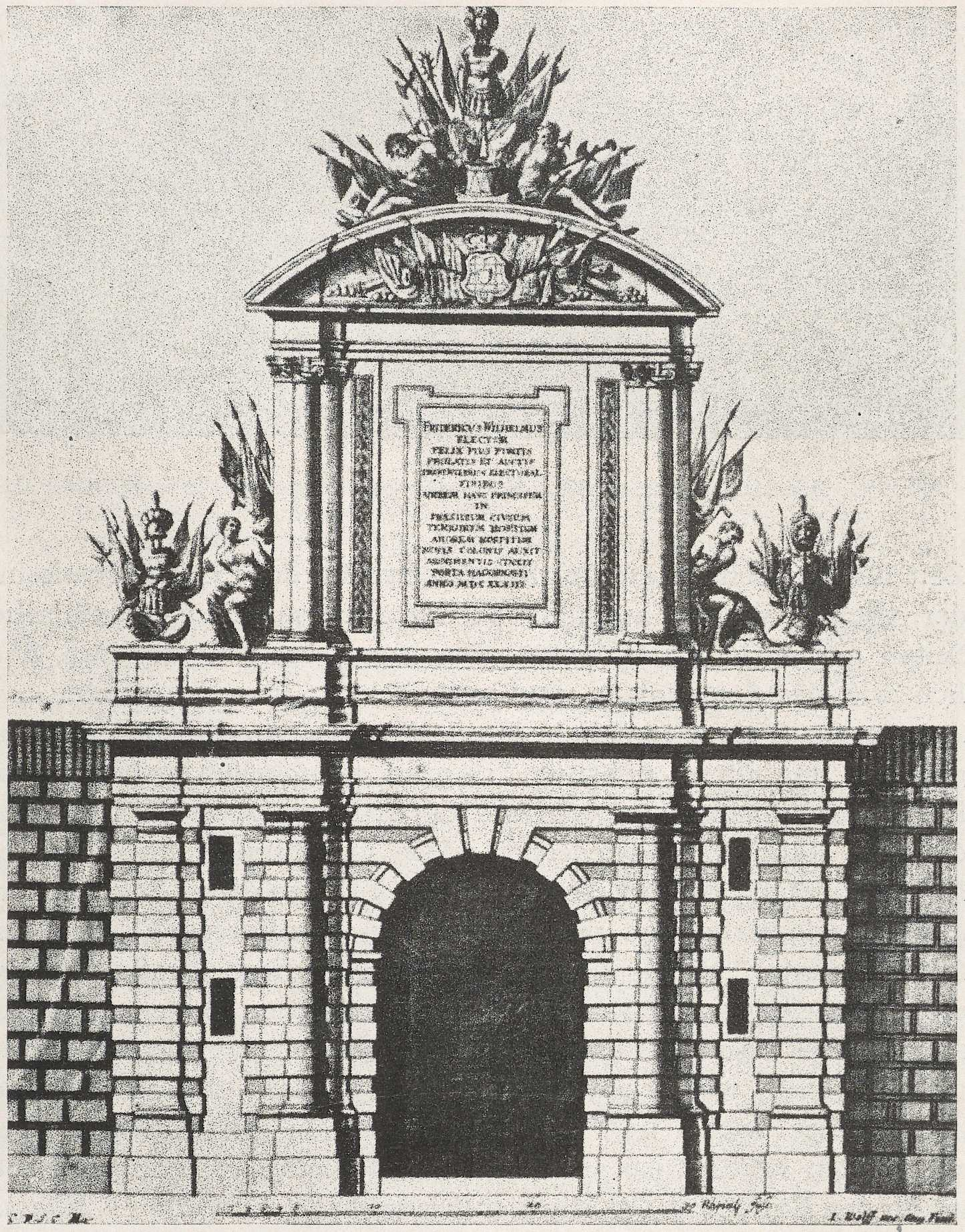
Das Leipziger Tor, 1683

Das Leipziger Tor war ein Stadttor der im 17. Jahrhundert errichteten Festungsanlagen in Berlin.
Das 1683 erbaute Tor, das als das schönste und repräsentativste aller Berliner Festungstore galt, befand sich im Südwesten der Stadt. 1738 wurde es abgerissen; seine Funktion als Tor in Richtung Potsdam übernahm fortan das neue Potsdamer Tor der Berliner Zollmauer. Das Potsdamer Tor wurde daher lange Zeit synonym auch als Neues Leipziger Tor bezeichnet.
Über einem rustizierten Untergeschoss mit einer runden Bogenpforte, die von Pilastern flankiert wurde, erhob sich ein Giebelaufbau. Das Obergeschoss besaß keine Fenster, sondern bildete in seinem gerahmten Mittelfeld die Präsentationsfläche für eine Widmung an den preußischen König Friedrich Wilhelm I. Seitlich und oberhalb dieses Aufsatzes wurden Trophäen und Sklavenfiguren gruppiert.

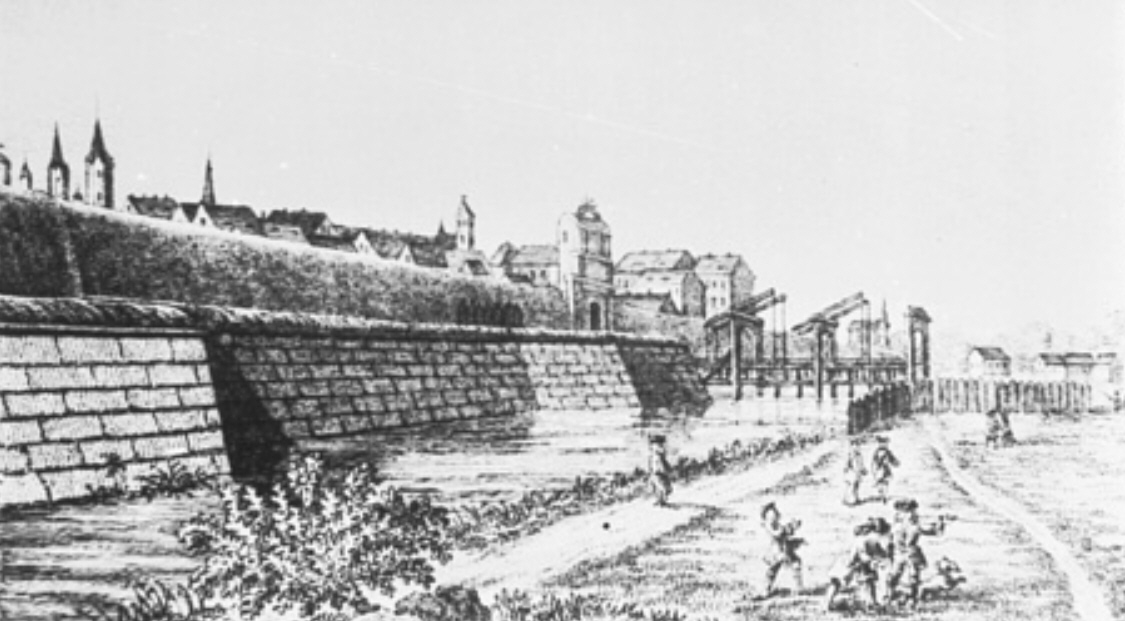
Das Leipziger Tor, um 1690

Als architektonisches Vorbild wird vor allem das Hohe Tor in Danzig angeführt. Der Baumeister des Tores war Johann Arnold Nering.
Seit dem 18. Jahrhundert befindet sich der Standort des ehemaligen Tores inmitten der Wohnbebauung an der heutigen  Niederwallstraße Ecke  Alte Leipziger Straße, dem Rest jener Straße, die das Tor passierte und dann außerhalb der Festungsmauer – anders als die heutige Leipziger Straße – nach Südwesten und somit in Richtung Leipzig ausgerichtet war.